# Géographie des Landes

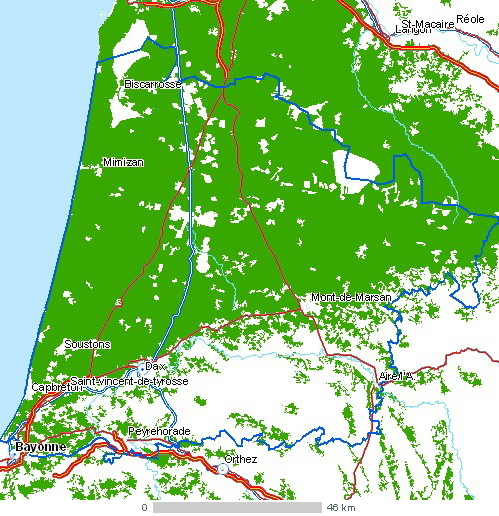
Carte du département des Landes

Le département français des Landes se situe dans la région Nouvelle-Aquitaine. Il est limitrophe des départements de la Gironde, de Lot-et-Garonne, du Gers et des Pyrénées-Atlantiques. Il est également baigné à l'ouest par l'océan Atlantique le long d'une côte sableuse de 106 km constitutive de la « Côte d'Argent » et bordée de hautes dunes. C'est le deuxième département le plus vaste de France métropolitaine, et il bénéficie du second plus long littoral en métropole.
Le département culmine à 237 m d'altitude sur la commune de Lauret, au lieu-dit "Nautuc" à la limite avec les Pyrénées-Atlantiques et le Gers au sud-est.

## Présentation
La forêt des Landes est la plus grande forêt de France ; elle couvre environ 67 % du département, dans sa partie nord, mais s'étend aussi largement sur la Gironde et le Lot-et-Garonne. La principale essence est le pin maritime.
La forêt des Landes n'occupe cependant pas toute la superficie. Au sud du département, au-delà de l'Adour, se trouve une série de pays plus vallonnés et verdoyants, une terre agricole partagée entre les élevages de bœufs et de canards et la culture du maïs, ainsi que le vignoble à l'Est.

Paysages des Landes :
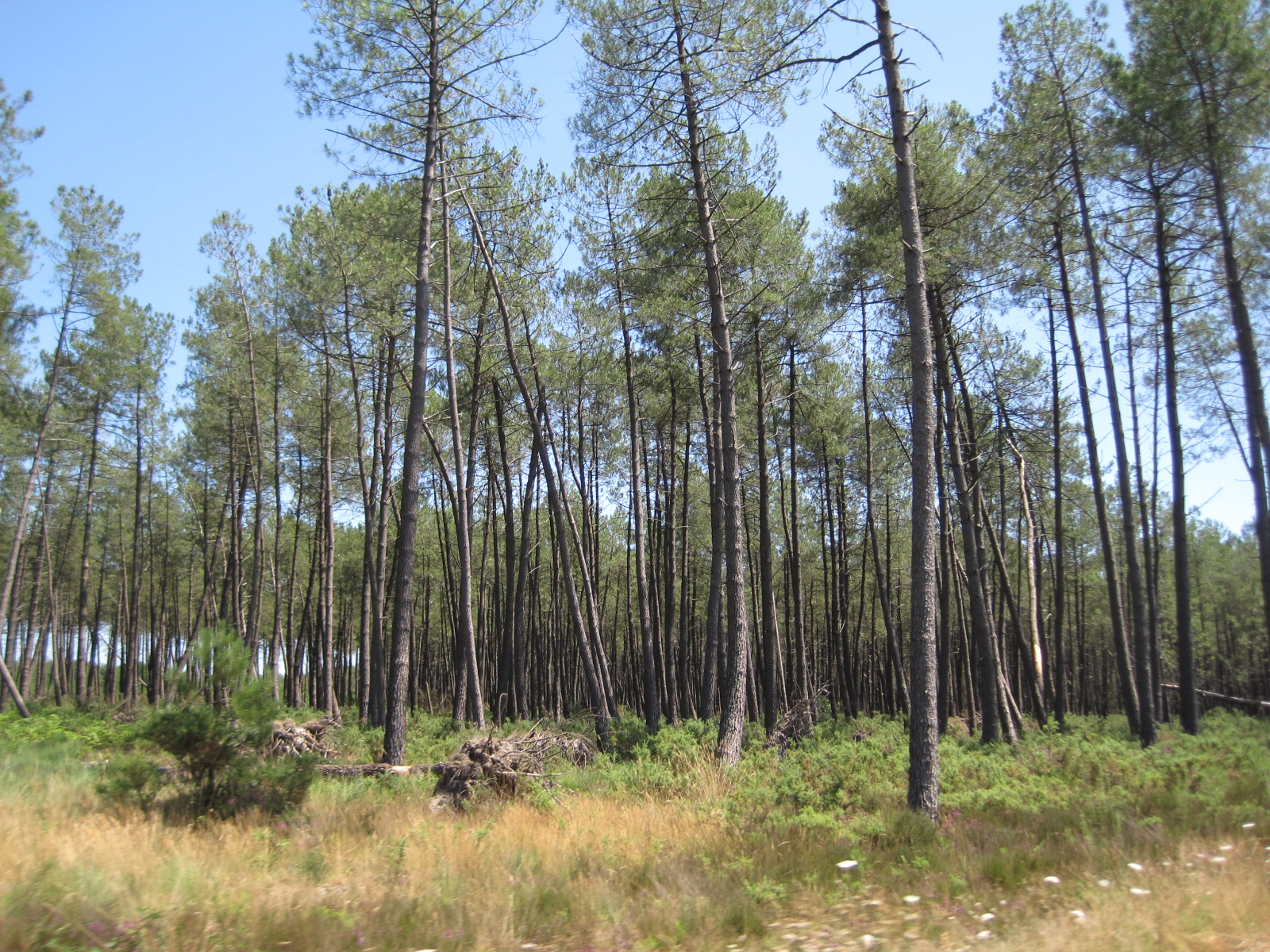
La forêt des Landes.
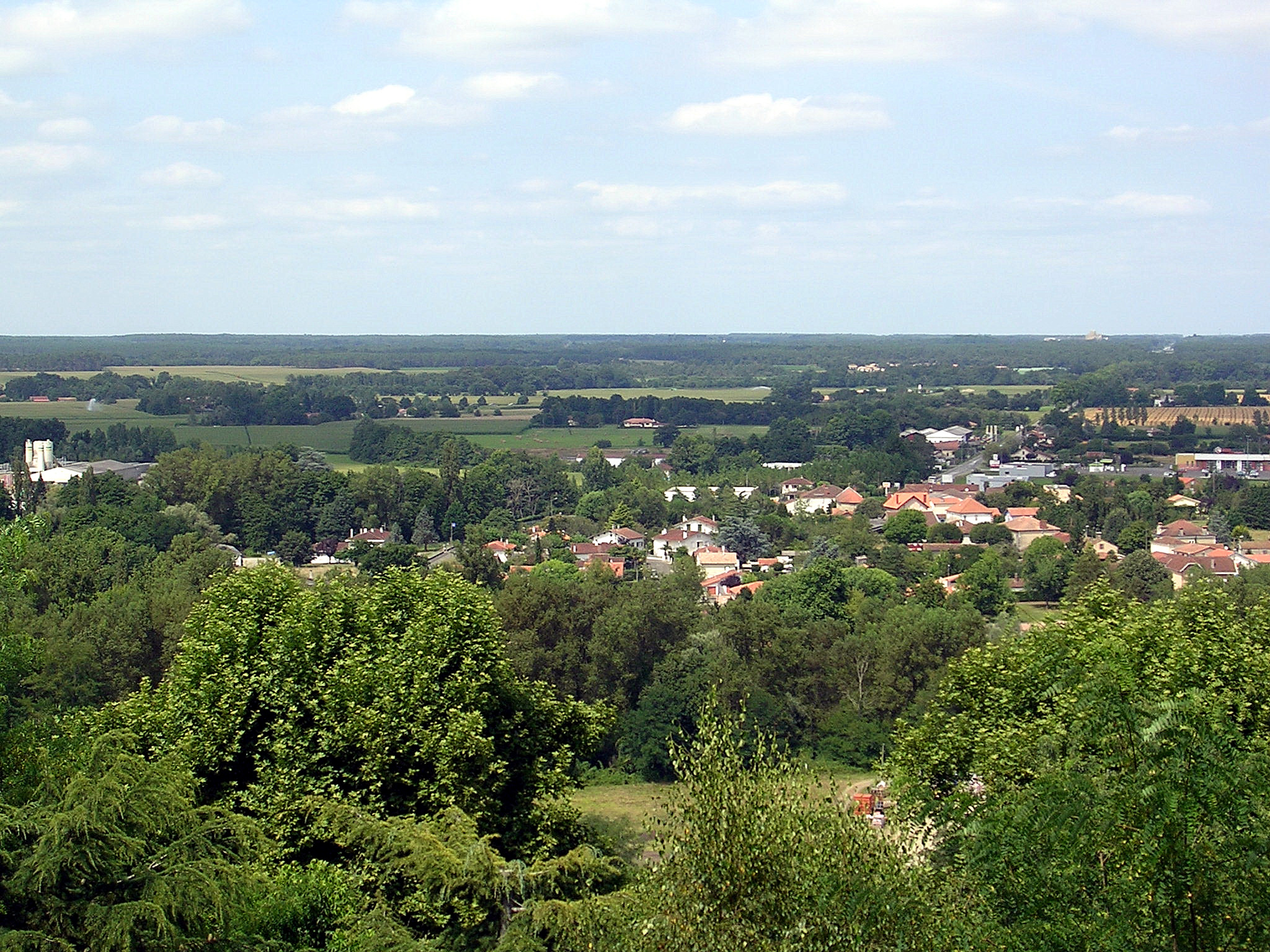
Petites-Landes à Saint-Sever, dans le sud-est.
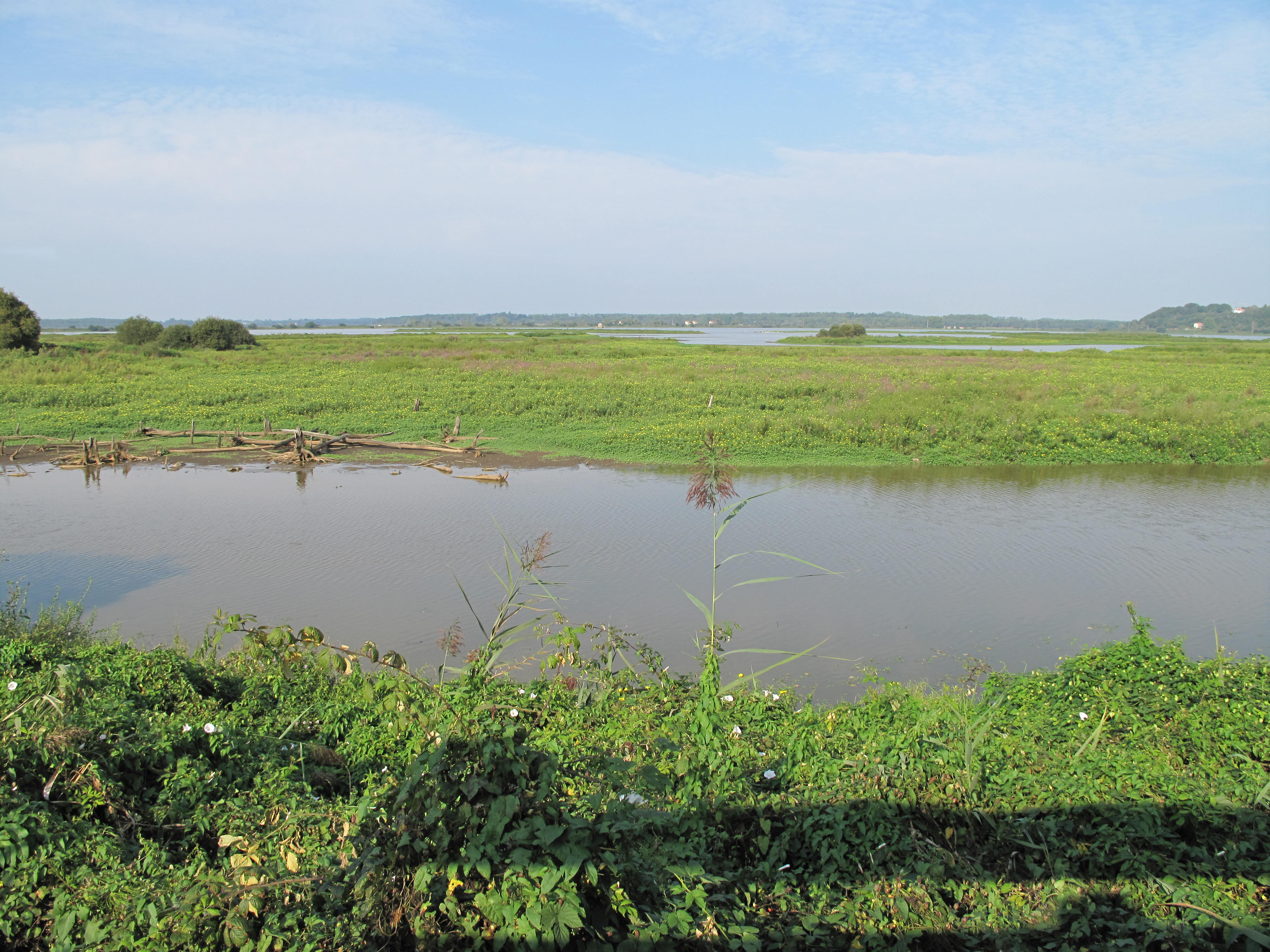
Le marais d'Orx, dans le sud-ouest.
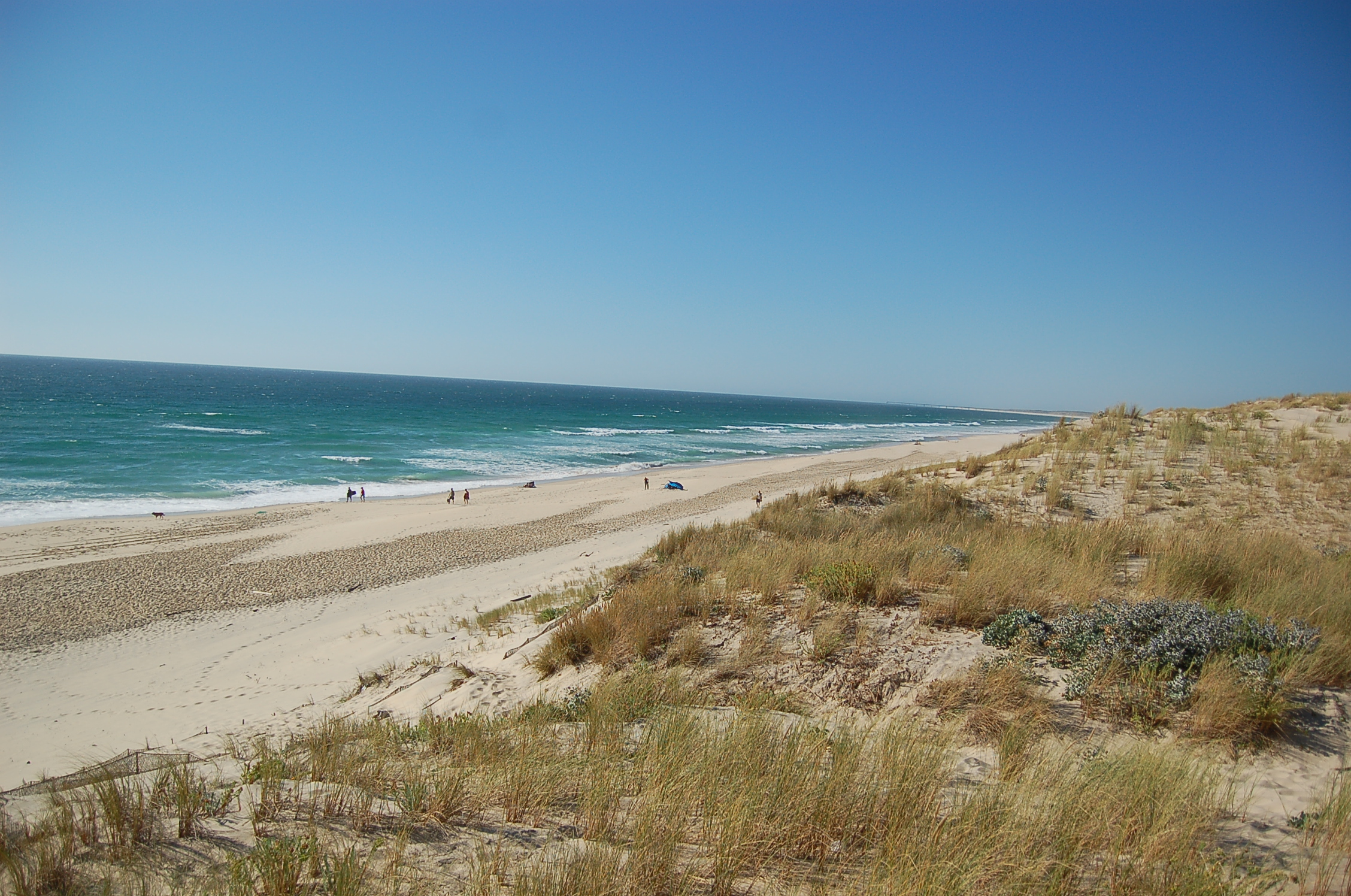
Plage de Biscarrosse, dans le nord-ouest.

## Territoires et «pays»

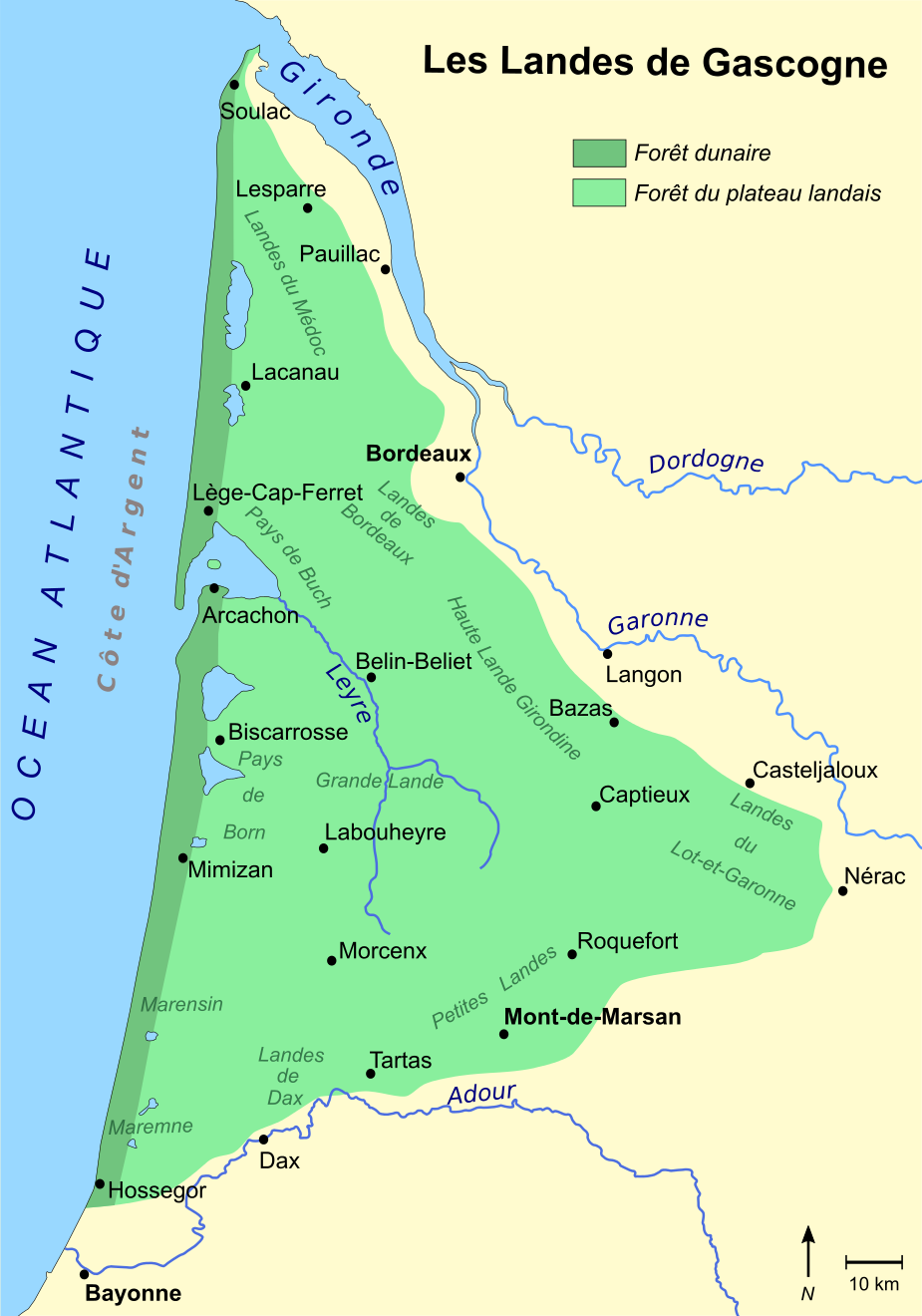
Territoires et Pays des Landes de Gascogne

### Historique
Sous l'Ancien Régime, le territoire des Landes tel qu'on le connaît aujourd'hui faisait partie de la province de Gascogne et comprenait plusieurs pays naturels, dont la forme, la taille, les frontières et les appellations ont pu changer au cours du temps.
Au moment de la création du département le 4 mars 1790 en application de la loi du 22 décembre 1789, plusieurs grands ensembles hétérogènes ont été regroupés :
- une vaste partie au sud des Landes de Gascogne
- une série de petits pays le long de l'Adour regroupés ici sous le nom de pays de l'Adour landais

qui donnèrent naissance au département des Landes.
Le redécoupage du territoire national décidé par l'Assemblée Constituante en 1790 répondait à un double objectif :
- rationaliser le maillage territorial
- casser le système de loyauté de l'Ancien Régime

C'est ainsi que des régions naturelles ont été morcelées alors que des ensembles hétérogènes ont été réunis. La Gascogne, quant à elle, disparut en tant que telle, découpée en entier ou en partie en neuf départements :
- entièrement gascon : 3 départements (Landes, Gers et Hautes-Pyrénées)

- en partie gascon : 6 départements (Gironde, Lot-et-Garonne, Tarn-et-Garonne, Haute-Garonne, Ariège et Pyrénées-Atlantiques).

### Partie des Landes de Gascogne
C'est cette partie, la plus vaste du département, qui lui a donné son nom. Elle correspondait à l'époque à un paysage de lande, avant la plantation des pins consécutive à la loi du 19 juin 1857.
Elles se composent :
- de la Haute Lande (ou Grande Lande) dans laquelle on distingue :

- l'Albret au Nord (Labrit)
- le Brassenx entre Marensin et Marsan (Arjuzanx, Arengosse, Morcenx)
- des Petites Landes pays de transition entre la Haute-Lande et l'Armagnac, dont une partie est incluse dans le département. On y distingue :

- le Pays de Marsan (cours de la Midouze)
- le Gabardan plus à l'est.
- du pays de Born (de Lévignacq à Sanguinet)
- du Marensin (de Soustons à Linxe)
- du Maremne (des marais d'Orx à Seignosse)

N.B. la baronnie de Capbreton & Labenne s'en distinguait notamment par les règles d'héritage : égalité stricte comme en Marensin alors que la Maremne était de droit pyrénéen : aînesse absolue (sans distinction de sexe).

### Les pays de l'Adour
Ils se composent :
- du pays de Seignanx (entre Maremne et pays de Gosse) ;
- du pays de Gosse (entre Seignanx et Adour, face à Urt) ;
- du pays d'Orthe (région de Peyrehorade au Sud-Ouest de la Chalosse) ;
- de la Chalosse (vaste région entre l'Adour, le Gabas et le Béarn, incluant l'Aguais et l'Auribat) ;
- du Tursan (ou Airais), région viticole entre Gabas et Adour, au Sud d'Aire-sur-l'Adour.

Ces pays sont inclus au département des Landes, bien qu'ils ne soient pas dans les Landes de Gascogne, mais naturellement tournés vers le Béarn et le Pays basque.

## Les lagunes
La formation des lagunes dans les Landes remonte à la fin de l'ère glaciaire, où de gros blocs de glace enfouis dans le sol ont fondu, créant ainsi des nappes phréatiques. Elles affleurent de nos jours à la surface du sol, formant les lagunes que l'on connaît. Rondes ou ovales, peu profondes, de 10 à 80 m de diamètre, perdues au milieu du pignada, elles contribuent au maintien de la diversité biologique en permettant l'introduction de feuillus sur leurs berges. Ces lisières sont un abri pour une faune et une flore diversifiées et riches de plantes rares, avec entre autres la présence de la drosera à feuilles rondes et de la grassette du Portugal, des plantes capables de digérer de petits invertébrés. L'emplacement de ces lagunes est très hétérogène, on en trouve à Lencouacq et à Luxey.